# Giulio Campi
Pour les articles homonymes, voir Campi (homonymie).
Pour les autres membres de la famille, voir Famille Campi.
Giulio Campi (Crémone, 1502 – 5 mars 1572) est un peintre et un architecte italien, le fils du peintre Galeazzo Campi.

## Biographie
Comme Giulio, d'autres membres de sa famille sont également peintres, Vincenzo et Antonio (mais Bernardino Campi, qui collabore avec eux, n'est pas de leur famille). Ils sont les représentants majeurs du maniérisme lombard aux temps de Charles Borromée.

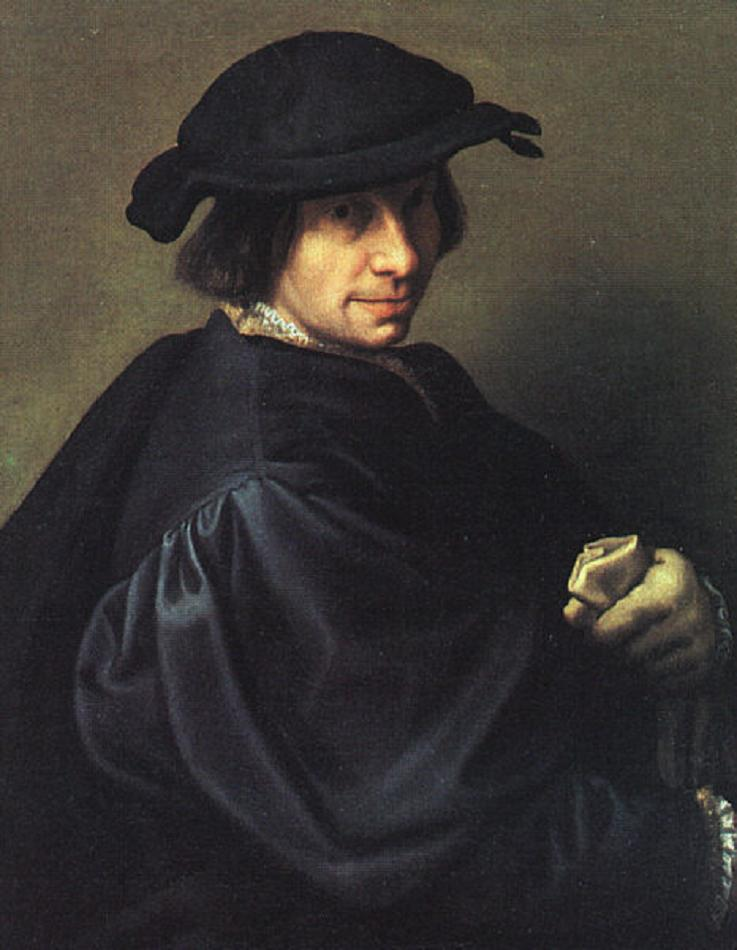
Le Père de l'artiste
Giulio Campi, 1535
Musée des Offices

Il reçoit sa formation dans l'atelier de son père, avec qui il collabore pour quelques œuvres inspirées du style du Pordenone.
Il travaille à Milan assez tôt, où il obtint des commandes importantes comme La Vierge de miséricorde, datée de 1534, conservée à l'archevêché. À Crémone, en collaboration avec d'autres artistes, il est chargé de la décoration de San Sigismondo. Il y travaille jusqu'en 1567.
Avec son frère Antonio, il travaille encore à Crémone et à Brescia vers le milieu du siècle. C'est à cette époque qu'il se rendit probablement à Rome.
La Crucifixion, peinte pour Santa Maria della Passione à Milan date de 1560, et Le Baptême et le repos pendant la fuite en Égypte, exécutés pour San Paolo Converso, également à Milan, remontent aux années 1570.
De sa période tardive, il restedes œuvres à Alba, à Piacenza et surtout à Crémone où il laisse inachevée la grande Assomption pour Sant'Abbondio.
Il est également architecte associé des projets de Francesco et Giuseppe Dattaro, quoique subordonné.
Sa peinture, généralement orientée vers l'art sacré, suit les préceptes de la réforme catholique sur l'art pictural dictés au Concile de Trente. Sa peinture est influencée par la présence, en Lombardie, de grands maîtres comme Giulio Romano, élève et collaborateur de Raphaël.

## Œuvres
- Le Joueur de mandoline (v. 1530), huile sur toile, 74 × 58 cm, Musée des Offices, Florence[2]
- Portrait du père de l'artiste, Galeazzo Campi (1535), huile sur toile, 78 × 62 cm, Musée des Offices, Florence[2]
- Le Jeu d'échecs (Giulio Campi) (1530).